# Hans Seiler
Pour les articles homonymes, voir Seiler.
Hans Seiler, né le 29 avril 1907 à Neuchâtel et décédé le 3 août 1986, est un artiste peintre suisse.

## Biographie
Né à Neuchâtel, en Suisse, en 1907, Hans Seiler passe son enfance à Berne où son père est médecin. En 1924, sur les conseils du conservateur du Musée de Berne, qui a remarqué ses carnets de dessins, il se rend à l’école des Beaux-Arts de Lyon où il suit d’abord les cours de sculpture. Il travaille avec une élève de Rodin, Jeanne Bardey, qui lui conseille d’aller à Paris, se consacrer à la peinture. En 1927, il entre à l’Académie Ranson, où il suit l’enseignement de Bissière jusqu’en 1930. Il se lie également à Gromaire, qui lui aussi, restera son ami toute sa vie. Il travaille ensuite en solitaire, surtout pendant les années de la guerre.

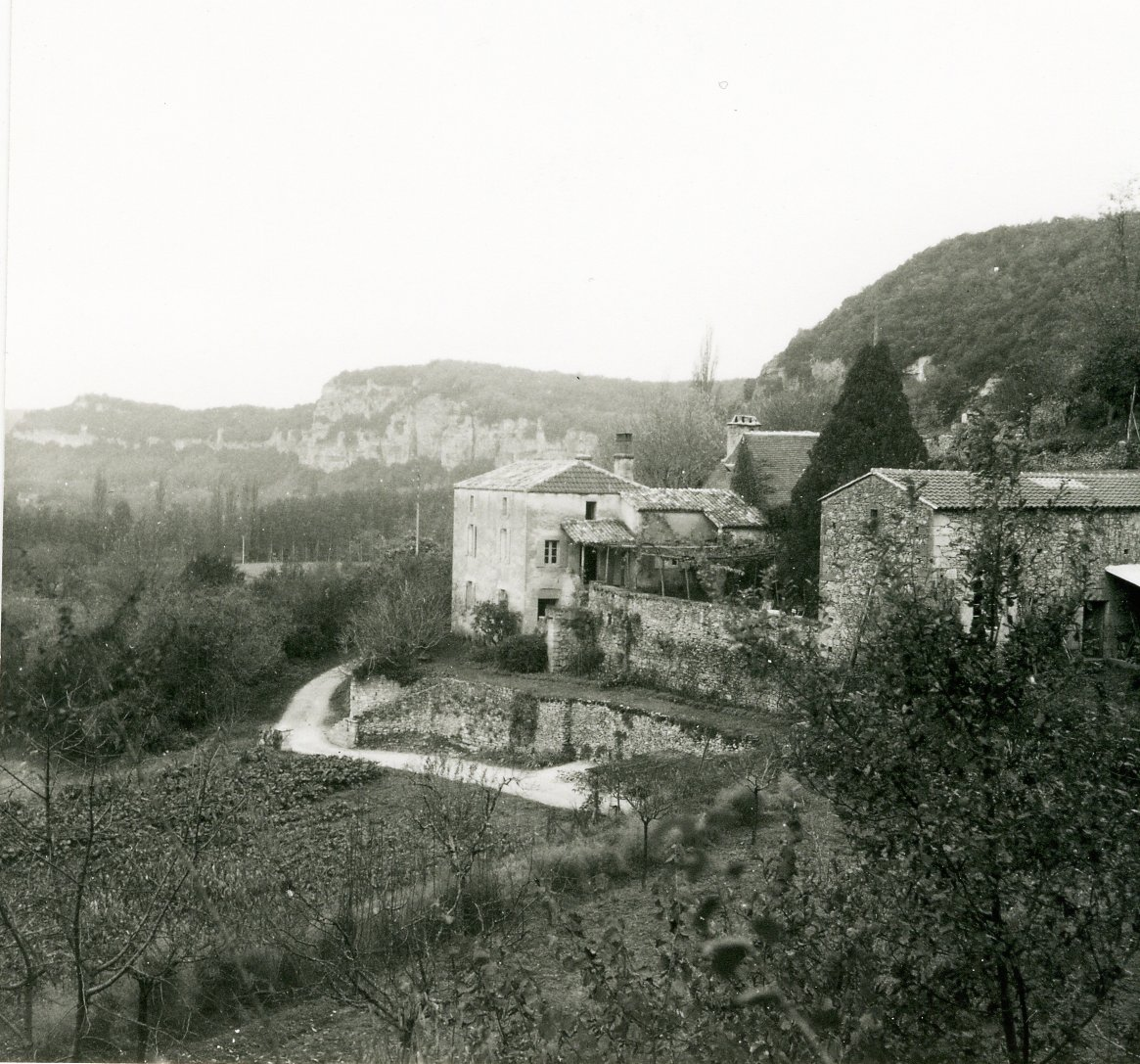
La maison de La Roque Gageac (Dordogne).

En 1934, il se fixe avec sa femme et sa fille à Chennevières-sur-Marne, et en 1939 achète une maison en Périgord, près de Sarlat où il passera de longues périodes tout au long de sa vie. Il voyage dès les années 1930 en Bretagne et y reviendra souvent, toujours dans le Finistère, et ira aussi sur la côte normande. Son amour des grands ciels lui fera aimer aussi la Hollande, et à partir de 1978, il ira tous les automnes en Espagne. Et tous ces lieux inspireront les thèmes – paysages et intérieurs – qui feront son œuvre.
Il expose dès 1930 dans plusieurs salons et en Suisse. Après une longue interruption pendant la guerre, il expose en 1948 à la galerie Jeanne Bucher, de 1950 à 1970 à la Galerie Roque auprès de Jean Bertholle, Elvire Jan, Jean Le Moal, puis à la galerie de Bellechasse qui deviendra la galerie Bellint, et ce, jusqu’à sa mort. Il aura des expositions à l’étranger (galerie Bettie Thommen à Bâle, Verena Muller à Berne, galerie Redfern à Londres, galerie Haaken à Oslo, galerie Blanche à Stockholm, au Luxembourg, etc. et aux salons d'automne, de Mai, des Réalités Nouvelles et à la FIAC. Le musée Bonnat à Bayonne lui consacre une rétrospective durant l’été 1986. Il meurt accidentellement le 3 août pendant cette rétrospective.
Une exposition aura lieu chez Bellint fin 1986. La galerie Krugier lui consacre une salle à la foire de Bâle en 1989 et l’expose avec ses autres peintres suisses à Genève en 1991. Quatre expositions particulières lui ont été consacrées à Paris et une en Suisse de 1990 à 2005.